# Монтевалезе (Маса-Карара)
Монтевалезе је насеље у Италији у округу Маса-Карара, региону Тоскана.
Према процени из 2011. у насељу је живело 34 становника. Насеље се налази на надморској висини од 166 м.